# 幻想艺术
《幻想艺术》，是中国的一份多元化商业艺术访谈和画作展示月刊杂志，创刊于2006年3月，内容主要集中在国际幻想艺术（Fantasy art）与科幻艺术（Sci-Fi Art）领域，也包含概念艺术、漫画、雕塑、主题绘画（动物绘画、太空绘画与军事绘画）等題材。